# 赵岩 (1973年)
赵岩（1973年8月—），男，满族，北京人，中华人民共和国政治人物。曾任国家工业信息安全发展研究中心主任。现任江苏省人民政府副省长。